# Kras (Pieniny)

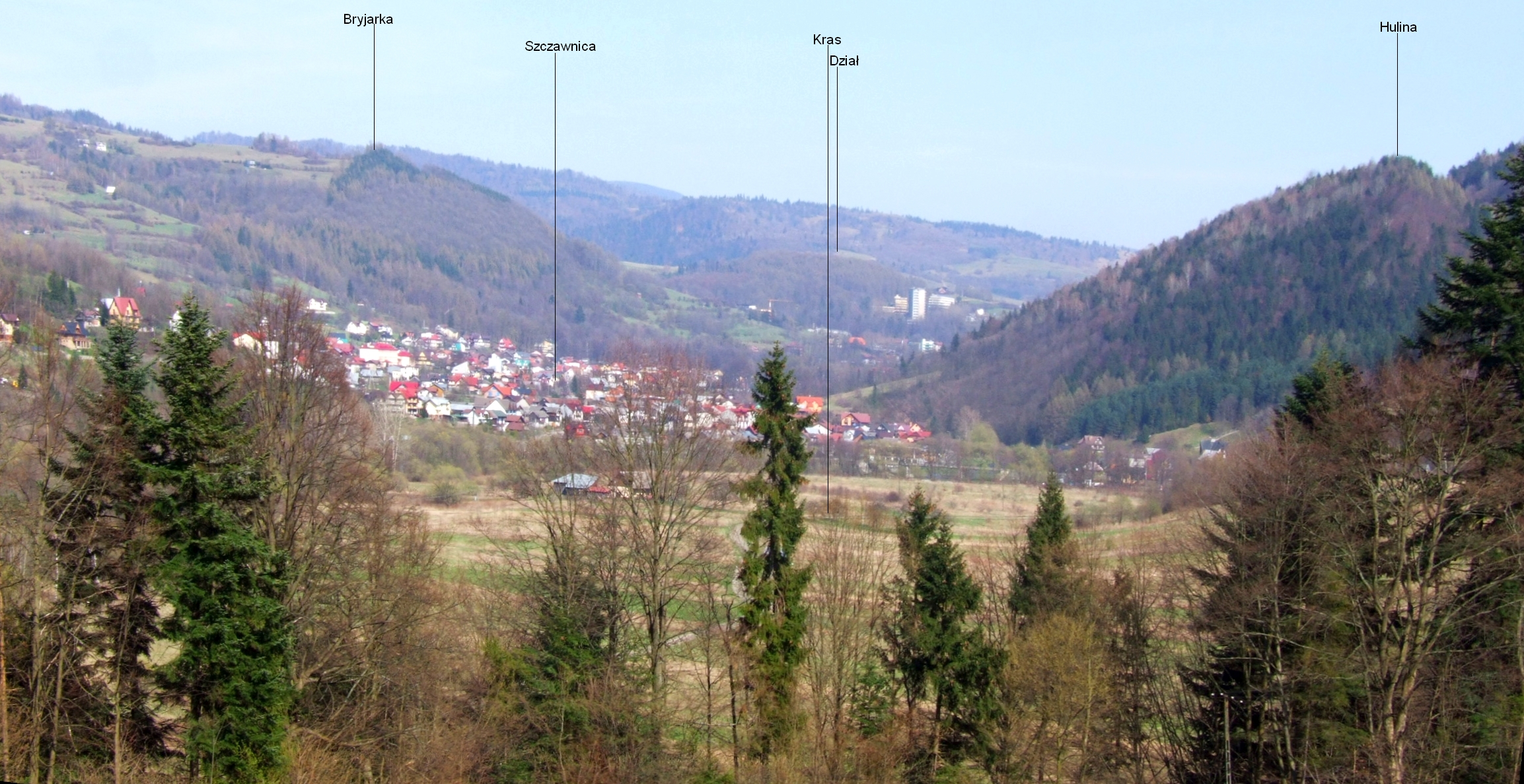
Widok z polany Mały Sosnów

Kras – aluwialna rówień na lewym brzegu Dunajca naprzeciwko Szczawnicy, w miejscu, gdzie Dunajec ostro skręca zmieniając kierunek przepływu z północno-wschodniego na zachodni. W korycie rzeki na zakręcie Dunajca stoi Kotuńka. Kras należy do Krościenka nad Dunajcem w województwie małopolskim, w powiecie nowotarskim, gminie Krościenko nad Dunajcem. Od strony Dunajca występuje pas zarośli – typowa olszynka karpacka, od południowego zachodu wznosi się nad nim Długi Gronik i masyw Sokolicy. Kras to tarasowato wznosząca się w ich kierunku rówień. Związana z nim jest legenda o św. Kindze. Według niej podczas jej ucieczki przed Tatarami na Krasie siał zboże rolnik Kras. Św. Kinga sprawiła, że w jednej chwili zasiane pole zaszumiało kłosami.
Dzięki temu, że Kras znajduje się na aluwium, jego gleba jest żyzna. Szczęsny Morawski pisał, że jest żyzna „bo błogosławieństwo Kingi jest z tym polem”. W 1633 r. Kras stał się własnością starosty Baranowskiego, ale prawa do niego rościli sobie też chłopi ze Szczawnicy. W 1636 r. komisja sądowa przywróciła je mieszkańcom Krościenka.
W 2016 r. na Krasie znaleziono gatunki rzadkich mchów podlegających ochronie: miechera kędzierzawa (Neckera crispa), pędzliczek brodawkowaty (Syntrichia papillosa) i nastroszek kędzierzawy (Ulota crispa), a w latach 1987–1988 wymierające gatunki porostów płaskotka rozlana Parmeliopsis ambigua, pawężnica psia Peltigera canina, pawężnica rozłożysta Peltigera horizontalis, garbatka niebieskoczarna Thalloidima sedifolium i rzadkiego rozłożyka półpromiennego Placynthium subradiatum. Z rzadkich grzybów w 1992 r. znaleziono wilgotnicę cytrynowozielonawą (Hygrocybe citrinovirens), wilgotnicę ostrostożkowatą (Hygrocybe acutoconica).

## Szlak turystyczny
Krościenko – kapliczka św. Kingi – Zawiesy – Kras – Mały Sosnów – przełęcz Sosnów. Stąd  na Sokolicę. Czas przejścia z Krościenka na Sokolicę 1:40 h (↓ 1:20 h).